# Башня Байок 2
Башня Байок 2 — расположена в центральном районе Бангкока — Ратчатхеви, Таиланд. По состоянию на 2017 год, Башня Байок 2 — третье по высоте здание в городе и в стране после небоскрёбов Айконсиам и MahaNakhon
, 76-е по высоте в Азии и 104-е по высоте в мире, а также здание являлось самым высоким отелем мира в период с 1997 по 1999 года. В здании, с 5 по 17 этаж находится многоэтажная парковка, с 22 по 74 этаж расположились 673 номера Отеля Баййок (Baiyoke Sky Hotel) — самого высокого отеля в Юго-Восточной Азии и третьего в мире.
На 77 этаже находится крытая обзорная площадка. На последнем этаже (ок. 250 м.) — вращающаяся открытая обзорная площадка (с возможностью обзора на 360 градусов). По торцу здания движется скоростной лифт с панорамным остеклением.

## Интересные факты
- Строительство здания завершилось в 1997, а антенну достроили в 1999.
- В январе 2002 пять норвежских парашютистов установили мировой рекорд по бейсджампингу, спрыгнув с 81-го этажа и приземлившись на крышу близлежащего отеля Индра.
- Высота здания — 309 метров или примерно 182 человека стоящих друг на друге.
- Первый и последний этажи разделяют 2060 ступенек.
- В здании 1740 оконных стёкол, их хватило бы для остекления 200 таунхаусов.
- Свайная конструкция уходит на 65 метров в землю, высота примерно 22-этажного здания.
- Общая площадь внутри здания 179 400 м² или примерно 30 футбольных полей.
- Здание является самой высотной рекламной поверхностью, на уровне «Спейс» отеля размещаются логотипы рекламируемых компаний.